# Schutzstrecke

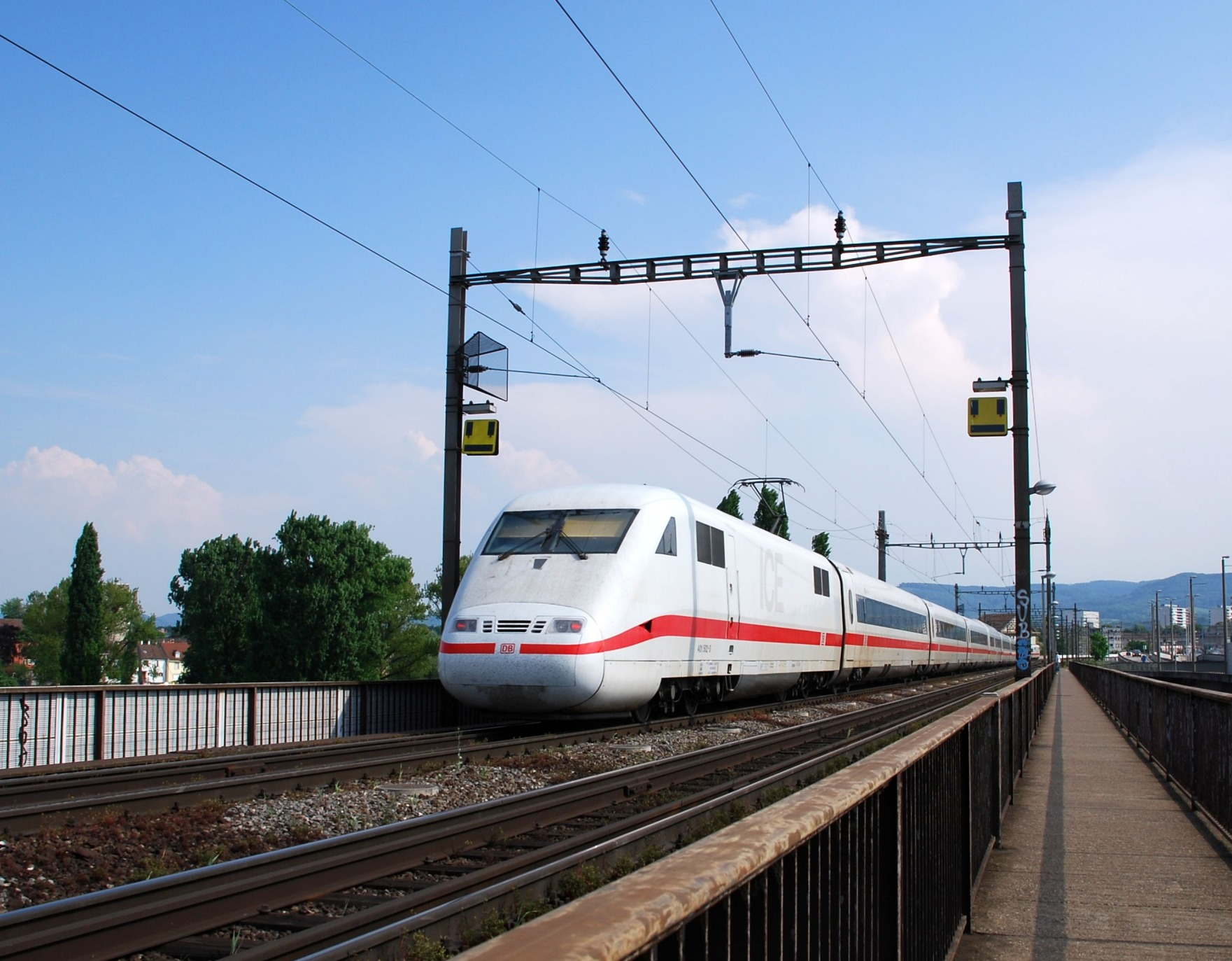
Ein ICE durchfährt die Schutzstrecke auf der Basler Rheinbrücke an der Eigentumsgrenze zwischen SBB und DB, signalisiert nach Schweizer Vorschrift.

Als Schutzstrecke wird eine Trennstelle in Fahrleitungen bezeichnet, welche dazu dient, unterschiedliche Speiseabschnitte elektrisch voneinander zu trennen. Die Speisebereiche auf beiden Seiten einer Schutzstrecke dürfen beim Befahren auch nicht kurzzeitig leitend verbunden werden.
Zwischen Abschnitten mit unterschiedlichen Fahrdrahtspannungen, -frequenzen und/oder Stromarten werden dagegen Systemtrennstellen eingefügt, die einen höheren Aufwand erfordern.

## Wesen einer Schutzstrecke

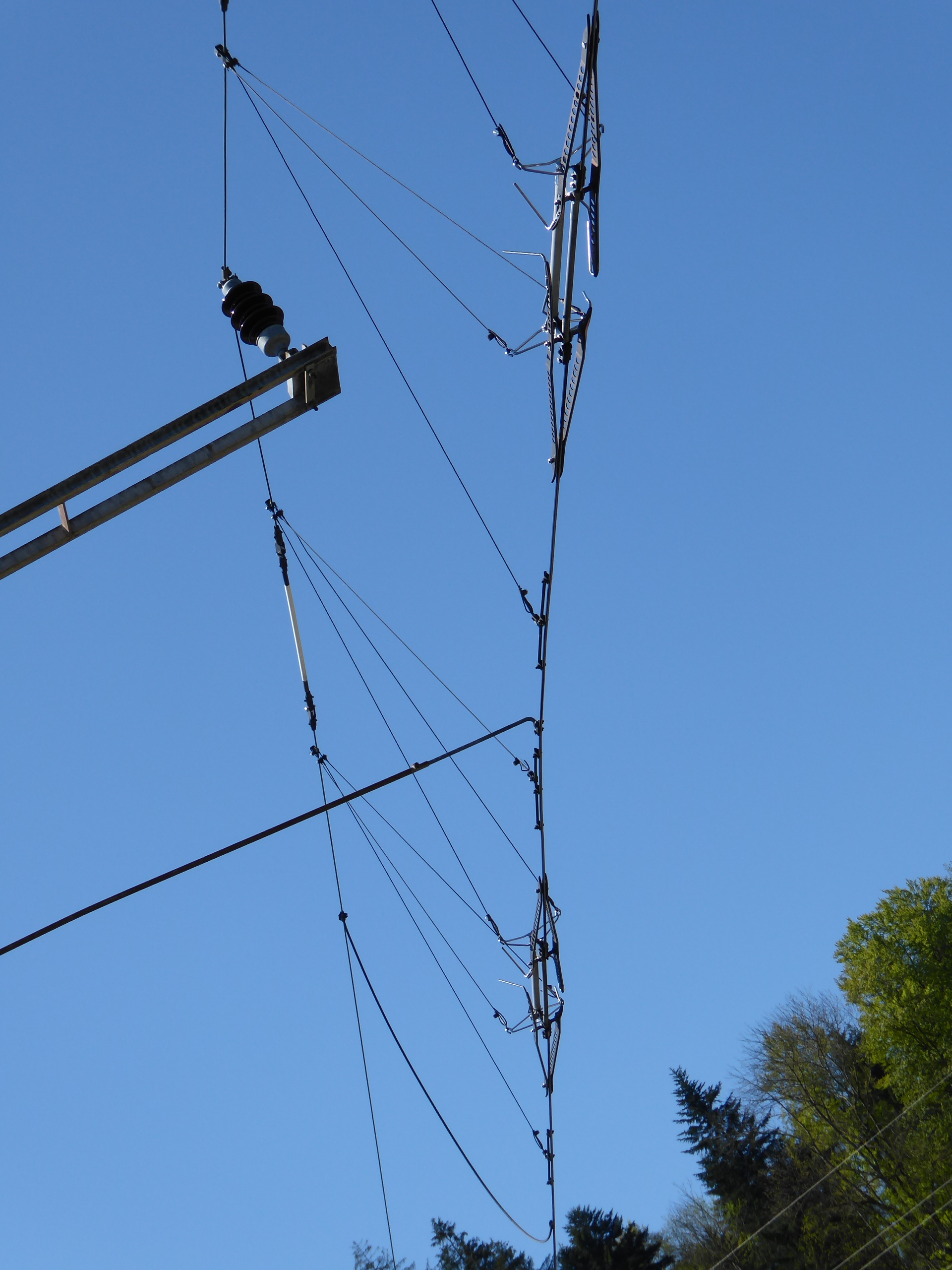
Verkürzte Schutzstrecke vor dem Nordportal des Rickentunnels in der Schweiz. Über den Streckentrennern ist auch das Tragseil durch je einen Isolator elektrisch unterbrochen.

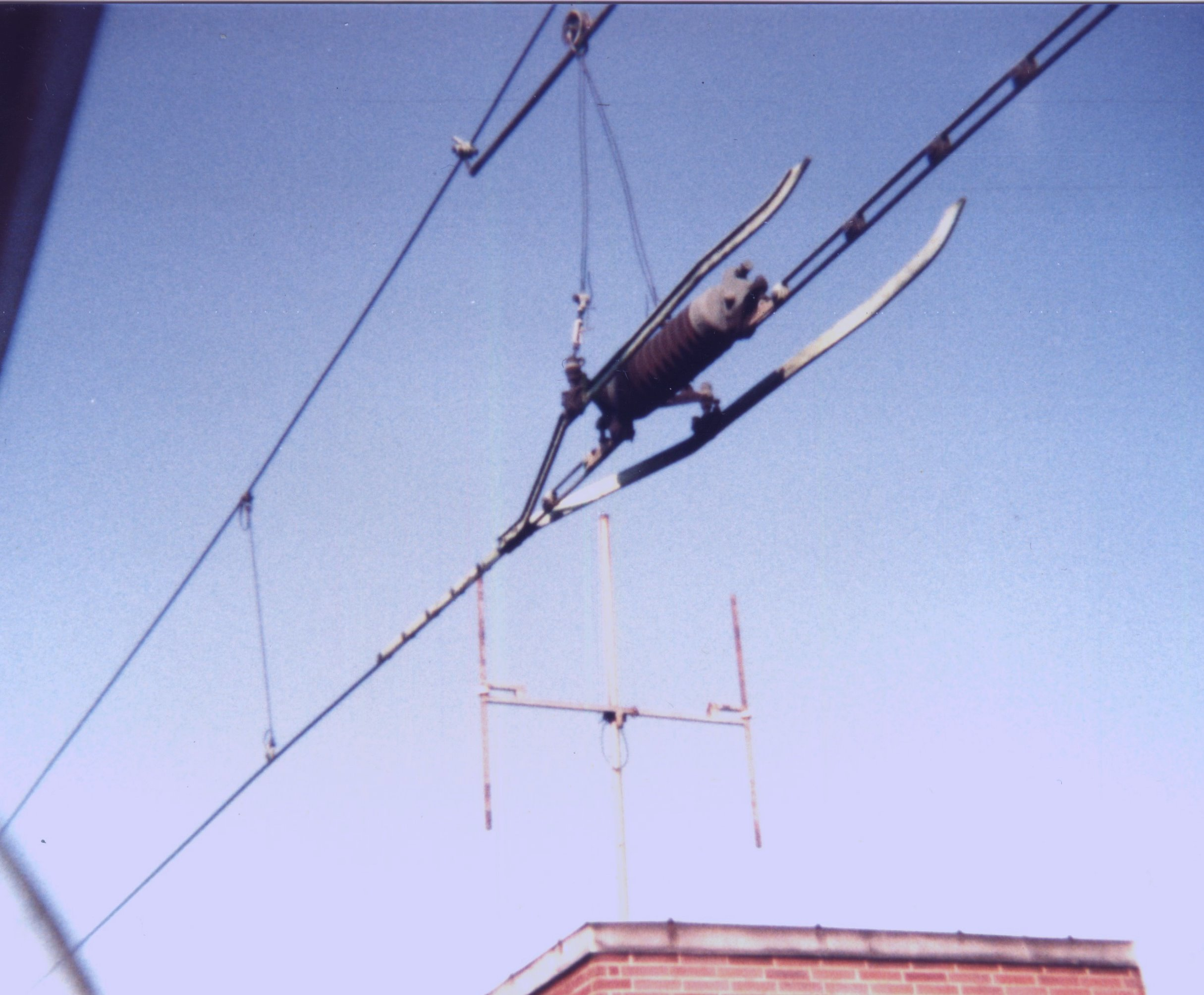
Deutscher Streckentrenner mit Isolator

Eine Schutzstrecke besteht aus zwei kurz aufeinanderfolgenden Streckentrennungen und ist bei der Deutschen Bahn im Regelfall zwischen 35 und 85 m lang, eine verkürzte Schutzstrecke sieben Meter. Schutzstrecken müssen mit ausgeschaltetem Hauptschalter befahren werden, da sonst ein Lichtbogen zwischen dem ablaufenden, spannungsführendem Fahrdraht und der Palette des Stromabnehmers entsteht. Die Länge einer klassischen Schutzstrecke ist so ausgelegt, dass auch beim Befahren mit zwei angelegten Stromabnehmern auf einem Triebfahrzeug keine Überbrückung durch die elektrische Anlage des Fahrzeugs erfolgt. Der Fahrdraht des endenden Speiseabschnitts wird nach oben und zur Seite weggeführt. Der Stromabnehmer kann, ohne den Kontakt zum Fahrdraht zu verlieren, auf dem neutralen Abschnitt weiterlaufen, bis der des folgenden Speiseabschnitts von der Seite und von oben (Fachwort: gleitend) herangeführt wird. Der dazwischen liegende neutrale Abschnitt ist bei geöffneter Schutzstrecke spannungsfrei, sodass der Zug aufgrund seiner Trägheit weiterfährt. Schutzstrecken der Regelbauart (RSS) können durchgeschaltet sein und dürfen dann mit eingeschaltetem Hauptschalter befahren werden. Sie sind dann mit verstellbaren Fahrleitungssignalen versehen, das Ausschaltsignal (in Deutschland El 1) vor der Schutzstrecke ändert sich in diesem Fall in ein Einschaltsignal El 2. Kommt ein Zug in einer Schutzstrecke zum Stehen, kann der Fahrdrahtabschnitt mittels Oberleitungsschalter zugeschaltet werden.

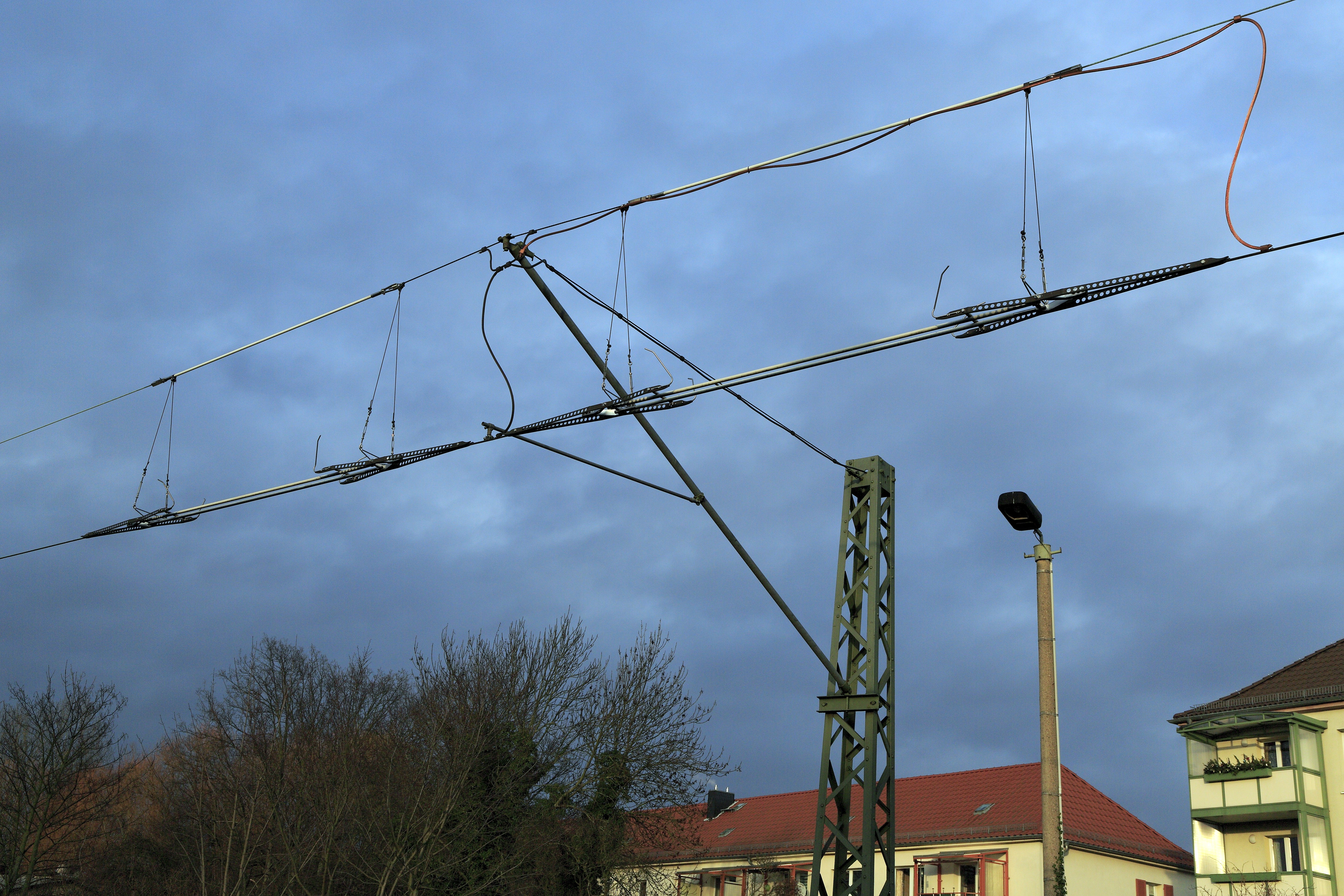
Verkürzte Schutzstrecke mit langen Streckentrennern, der Fahrleitungsabschnitt rechts ist fest geerdet

Verkürzte Schutzstrecken (VSS) bei Eisenbahnen sind sieben Meter lang und bestehen aus vier in kurzem Abstand aufeinanderfolgenden Streckentrennern, bei neueren Ausführungen aus zwei langen Streckentrennern mit befahrbaren Glasfaserstäben. Die Streckentrenner befinden sich auf beiden Seiten eines Fahrleitungsmastes, dessen Ausleger nicht isoliert ist. Das Mittelstück, das beide Streckentrenner verbindet, wird darüber und zur sicheren Überbrückung der Gelenke zusätzlich über ein Leiterseil geerdet. Zwischen den zwei Streckentrennern pro Seite ist der Fahrdraht elektrisch neutral. Bei verkürzten Schutzstrecken der neueren Ausführung ersetzt der isolierende Stab aus glasfaserverstärktem Kunststoff den neutralen Abschnitt. Die neutralen Abschnitte verhindern beim Befahren mit einem angelegten Stromabnehmer einen Erdschluss. Der in der verkürzten Schutzstrecke liegende Fahrdrahtabschnitt kann nicht hilfsweise zugeschaltet werden. Kommt ein Triebfahrzeug in einer verkürzten Schutzstrecke zum Stehen, so kann die Fahrt mit dem zweiten Stromabnehmer fortgesetzt werden, sofern ein solcher vorhanden ist.
Verkürzte Schutzstrecken sind bei den ÖBB ab 1970 eingeführt worden und stellen dort den Regelfall dar, bei den deutschen Bahnen sind sie ab 1984 eingeführt worden.
Im Folgenden wird erläutert, welche Funktion dem geerdeten Mittelstück einer verkürzten Schutzstrecke zukommt:
Schutzstrecken dürfen nur lastlos und mit höchstens einem angelegten Stromabnehmer je Triebfahrzeug durchfahren werden. Ein Ausschaltsignal (in Deutschland El 1) fordert den Triebfahrzeugführer auf, den Hauptschalter auszuschalten. Anderenfalls bildet sich ein Lichtbogen, welcher die Oberleitungsanlage thermisch stark beansprucht. Ursache dafür ist das Bestreben der Elektronen, den Stromfluss weiter aufrechtzuerhalten, wenn der Stromabnehmer den unter Spannung stehenden Abschnitt verlässt und in den neutralen Bereich gleitet. Kurz darauf folgt das geerdete Mittelstück und der Strom des Lichtbogens nimmt nun den direkten Weg in die Erdungs- und Rückstromanlage. Es kommt zu einem sprunghaft höheren Stromfluss, den ein Schutzrelais in der Schaltanlage registriert. Der Leistungsschalter erhält einen Aus-Befehl und wenige Millisekunden später ist der rückgelegene Oberleitungsabschnitt ausgeschaltet und somit spannungslos, der Lichtbogen verlischt. Der Zug rollt indes weiter, sein Hauptschalter wird mit Unterspannungsüberwachung ausgeschaltet haben. Nach dem geerdeten Abschnitt der verkürzten Schutzstrecke schließt wieder ein kurzer neutraler, dann der benachbarte unter Spannung stehende Speisebereich an. Der Hauptschalter kann nach der Wiederkehr der Fahrdrahtspannung wieder eingeschaltet und die Fahrt planmäßig fortgesetzt werden.
In der Zwischenzeit durchlief im Oberleitungsabzweig der Schaltanlage, die vom Kurzschluss betroffen war, eine automatische Prüfung auf Erdschlussfreiheit und da es kein Dauerkurzschluss, sondern nur ein kurzzeitiger Erdschluss war, schaltet der Leistungsschalter nach wenigen Sekunden die Oberleitung wieder ein. Der Anlagenbeauftragte wird informiert und veranlasst eine Inspektion der Schutzstrecke auf eventuelle Beschädigungen.
Ein weiterer sehr bedeutender Grund für das geerdete Mittelstück einer verkürzten Schutzstrecke ist, dass damit effektiv verhindert wird, dass ein Zug mit zwei gleichzeitig angelegten Stromabnehmern beide unter Spannung stehende Speisebereiche miteinander elektrisch verbinden kann. Eine besondere Gefahr besteht, wenn diese beiden Speisebereiche asynchron zueinander betrieben werden. Aber auch durch Störungen und besondere Schaltzustände ist es teils möglich, dass vorübergehend Asynchronität besteht. Dann stimmt die Frequenz der Wechselspannung nicht mehr exakt an allen Stellen im Netz überein und es kommt zu einer Phasenverschiebung. Die Phase des einen Speisebereichs kann unter Umständen gegenüber der Phase des angrenzenden Speisebereichs um 180 Grad verschoben sein. Im schlimmsten Fall könnte dann die Fahrdrahtspannung auf der einen Seite der Schutzstrecke im positiven Scheitelwert anstehen, während der benachbarte Speisebereich den negativen Scheitelwert erreicht hat. Die Spannungsdifferenz zwischen vor und hinter der Schutzstrecke entspricht demnach bei Nennspannung {\textstyle 15\,\mathrm {kV} \times {\sqrt {2}}\times 2\approx 42\,\mathrm {kV} } (Umrechnung Effektiv- in Spitzenspannung und Verdoppelung für Spitze-Spitze-Spannung USS). Die Ausgleichsströme und Belastungen der elektrischen Anlagen im Kurzschlussfall, wenn die verkürzte Schutzstrecke mit zwei angelegten Stromabnehmern durchfahren wird, wären beträchtlich und würden ihr mit Sicherheit Schaden zufügen. Das geerdete Mittelstück schützt die Anlage auch vor diesem Szenario.
Wird eine verkürzte Schutzstrecke mit zwei angelegten Stromabnehmern durchfahren, kommt es zu einem ersten Kurzschluss in der Oberleitungsanlage mit automatischer Abschaltung, wenn der in Fahrtrichtung vordere Stromabnehmer den geerdeten Abschnitt erreicht. Dann befindet sich der hintere Stromabnehmer noch im unter Spannung stehenden Fahrleitungsbereich. Beide Stromabnehmer sind fest miteinander elektrisch verbunden, auch wenn der Hauptschalter ausgeschaltet wurde, und es kommt zu einem Kurzschluss. Beim Weiterrollen des Zuges geschieht das Gleiche noch einmal, wenn der vordere Stromabnehmer im benachbarten unter Spannung stehenden Speisebereich angekommen ist und der hintere Stromabnehmer das geerdete Mittelstück passiert. Es gibt dann einen zweiten Kurzschluss im benachbarten Speisebereich und nach der automatischen Prüfung wird die Oberleitung wieder eingeschaltet. Wenn also durch zwei angelegte Stromabnehmer beide Speisebereiche verbunden werden, ist mindestens ein Bereich bereits durch den zuvor zwangsläufigen Kurzschluss ausgeschaltet und ein Asynchronkurzschluss mit den genannten Gefahren ist ausgeschlossen.
Am Anfang der Elektrifizierung hatten Schutzstrecken in Deutschland Längen bis zu 180 Meter und waren in mehrere, in der Regel vier, Felder unterteilt. Der im Regelbetrieb elektrisch neutrale Fahrdrahtabschnitt einer solchen Schutzstrecke kann zugeschaltet werden, wenn elektrische Triebfahrzeuge in der Schutzstrecke zum Stehen kommen. Nach dem Verlassen der Schutzstrecke muss der Regelschaltzustand wieder hergestellt werden, bevor die nächste Fahrt zugelassen werden kann.
Ein Grund für den Bau von langen Schutzstrecken war, dass Streckentrenner als Masseanhäufung im Kettenwerk wegen der Gefahr des Palettenspringens nur mit begrenzter Geschwindigkeit befahren werden durften. Ein häufiger Wert war 100 km/h. Durch den technischen Fortschritt und den damit möglichen Verzicht auf die schweren Keramikisolatoren konnte diese Geschwindigkeit deutlich angehoben werden. Erleichternd ist in diesem Fall, dass Schutzstrecken ohnehin lastlos befahren werden. Im Bestandsnetz sind lange Schutzstrecken noch vorhanden.
Bei mit Stromschienen elektrifizierten Bahnen bestehen Schutzstrecken aus Stromschienenlücken, die länger sind als der größte vorkommende Abstand zwischen miteinander verbundenen Stromabnehmern.

## Signalisierung
Die Signalisierung einer Schutzstrecke erfolgt durch Fahrleitungssignale, die sich durch die im Vergleich zur übrigen Bahntechnik spät entwickelnde elektrische Zugförderung in vielen Ländern im europäischen Raum gleichen und meist aus einer blauen, auf der Spitze stehenden quadratischen Tafel bestehen. Der Beginn einer Schutzstrecke wird mit einem Ausschaltsignal, in Deutschland Signal El 1, das Ende mit dem Einschaltsignal, in Deutschland El 2, gekennzeichnet. Das Ausschaltsignal wird zunehmend mit einem Ankündigungssignal (Ausschaltsignal erwarten), in Deutschland El 1v angekündigt. Schutzstrecken werden zusätzlich zum Ankündigungssignal in den Buchfahrplan eingetragen. Der Beginn der Schutzstrecke ist mit einem unterbrochenen U signalisiert, das Ende mit einem durchgehenden U. Das Zeichen ist weiß auf blauem Grund. In der Schweiz werden dieselben Symbole verwendet, jedoch steht die Grundfläche nicht auf der Spitze, sind sie schwarz auf gelbem Grund bzw. bei durchschaltbaren Schutzstrecken sowie in Tunneln als Lichtsignal ausgeführt.

Ankündigung Hauptschalter aus (Zwei weiße Rechtecke waagerecht nebeneinander)
Hauptschalter aus  (Ein unterbrochenes weißes U)
Hauptschalter ein  (Ein weißes U)
Schweizer Vorsignal zum Ausschaltsignal
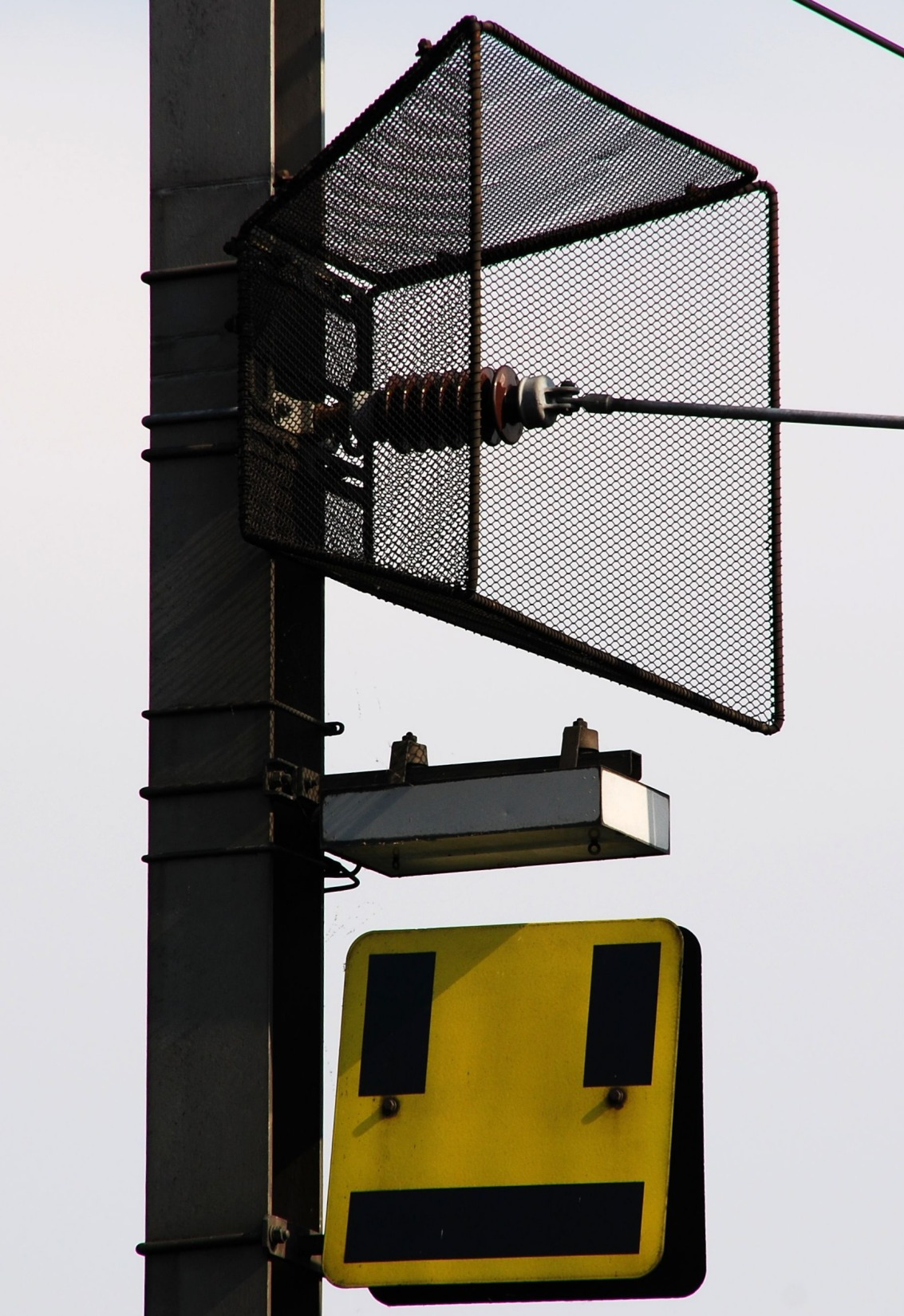
Schweizer Ausschaltsignal
Schweizer Einschaltsignal

Im Betrieb mit ETCS können Schutzstrecken per Track Condition übertragen und auf dem Driver Machine Interface dargestellt werden.